# Виконт Кэмроуз
Виконт Кэмроуз (англ. Viscount Camrose) из Хаквуд Парка в графстве Саутгемптон — наследственный титул в системе Пэрства Соединённого королевства. Он был создан 20 января 1941 года для известного газетного магната Уильяма Берри, 1-го барона Кэмроуза (1879—1954). Ранее он получил титулы баронета из Хаквуд Парка в графстве Саутгемптон в Баронетстве Соединённого королевства (4 июля 1921) и барона Кэмроуза из Лонг Кросс в графстве Саутгемптон в системе Пэрства Соединённого королевства (19 июня 1929). Его второй сын, Уильям Майкл Берри, 3-й виконт Кэмроуз (1911—2001), отказывался признавать титул виконта, полученный им в 1995 году после смерти своего старшего брата. В 1968 году Уильям Майкл Берри получил звание пожизненного пэра как барон Хартвелл из Питерборо Корт в Лондоне. В 2001 году после смерти последнего титул виконта унаследовал его старший сын, Эдриан Майкл Берри, 4-й виконт Кэмроуз (1937—2016). 
На 2025 год нынешним носителем титула является его сын, Джонатан Уильям Берри, 5-й виконт Кэмроуз (род. 1970), наследовавший отцу в 2016 году.
Три первых виконта Кэмроуз были владельцами и руководителями британской газеты The Daily Telegraph. В 1927 году Уильям Берри приобрел газету у Гарри Леве Лоусона, 1-го виконта Бернэма. В 1980-х годах газету выкупил канадский медиамагнат Конрад Блэк.
Уильям Берри, 1-й виконт Кэмроуз был братом промышленника Генри Берри, 1-го барона Бакленда (1877—1928), и Гомера Берри, 1-го виконта Кемсли (1883—1968).

## Виконты Кэмроуз (1941)
- 1941—1954: Уильям Эварт Берри, 1-й виконт Кэмроуз (23 июня 1879 — 15 июня 1954), второй сын Джона Матиаса Берри (1847—1917);
- 1954—1995: Джон Сеймур Берри, 2-й виконт Кэмроуз (12 июля 1909 — 15 февраля 1995), старший сын предыдущего;
- 1995—2001: Уильям Майкл Берри, 3-й виконт Кэмроуз, барон Хартвелл (18 мая 1911 — 3 апреля 2001), младший брат предыдущего;
- 2001—2016: Эдриан Майкл Берри, 4-й виконт Кэмроуз (15 июня 1937 — 19 апреля 2016), старший сын предыдущего;
- 2016 — настоящее время: Джонатан Уильям Берри, 5-й виконт Кэмроуз (род. 26 февраля 1970), единственный сын предыдущего;
  - Наследник: достопочтенный Хью Уильям Берри (род. 2000), старший сын предыдущего;
    - Второй наследник: достопочтенный Тобиас Фурно Берри (род. 2003), младший брат предыдущего;
      - Третий наследник: Уильям Александр Берри (род. 25 июня 1978), двоюродный дядя предыдущего.